# Christo van Rensburg
Christo van Rensburg (Uitenhage, 23 oktober 1962) is een voormalig tennisser uit Zuid-Afrika. Hij was tussen 1983 en 1999 actief in het professionele circuit. Van Rensburg won drie ATP-toernooien in het enkelspel. In het dubbelspel behaalde hij zijn grootste successen, veelal aan de zijde van Paul Annacone, met onder andere in 1985 de titel op de Australian Open.

## Palmares
| Legenda                       | Legenda               |
| ----------------------------- | --------------------- |
| Grand Slam                    |                       |
| Olympische Spelen             |                       |
| tot 2009                      | vanaf 2009            |
| Tennis Masters Cup            | ATP Finals            |
| ATP Masters Series            | ATP Tour Masters 1000 |
| ATP International Series Gold | ATP Tour 500          |
| ATP International Series      | ATP Tour 250          |

### Enkelspel
| Nr.              | Datum            | Toernooi        | Ondergrond    | Tegenstander in finale | Score              | Details |
| ---------------- | ---------------- | --------------- | ------------- | ---------------------- | ------------------ | ------- |
| Gewonnen finales |                  |                 |               |                        |                    |         |
| 1.               | 22 maart 1987    | GP Orlando      | Hardcourt     | Jimmy Connors          | 6-3, 3-6, 6-1      | Details |
| 2.               | 20 november 1989 | GP Johannesburg | Hardcourt (i) | Paul Chamberlin        | 6-4, 7-6, 6-3      | Details |
| Verloren finales |                  |                 |               |                        |                    |         |
| 1.               | 20 november 1988 | GP Johannesburg | Hardcourt (i) | Jakob Hlasek           | 7-6, 4-6, 1-6, 6-7 | Details |
| 2.               | 18 juni 1989     | GP Londen       | Gras          | Ivan Lendl             | 6-4, 3-6, 4-6      | Details |
| 3.               | 8 april 1990     | ATP Orlando     | Hardcourt     | Brad Gilbert           | 2-6, 1-6           | Details |
| 4.               | 13 oktober 1991  | ATP Tel Aviv    | Hardcourt     | Leonardo Lavalle       | 2-6, 6-3, 3-6      | Details |

### Dubbelspel
| Nr.                           | Datum             | Toernooi                 | Ondergrond    | Partner          | Tegenstanders in finale          | Score                   | Details |
| ----------------------------- | ----------------- | ------------------------ | ------------- | ---------------- | -------------------------------- | ----------------------- | ------- |
| Gewonnen finales heren dubbel |                   |                          |               |                  |                                  |                         |         |
| 1.                            | 14 augustus 1983  | GP Cleveland             | Hardcourt     | Mike Myburg      | Francisco González Matt Mitchell | 7–6, 7–5                | Details |
| 2.                            | 16 december 1984  | GP Sydney                | Gras          | Paul Annacone    | Tom Gullikson Scott McCain       | 7–6, 7–5                | Details |
| 3.                            | 17 februari 1985  | GP Delray Beach          | Hardcourt     | Paul Annacone    | Sherwood Stewart Kim Warwick     | 7–5, 7–5, 6–4           | Details |
| 4.                            | 28 april 1985     | GP Atlanta Indoor        | Tapijt (i)    | Paul Annacone    | Steve Denton Tomáš Šmíd          | 6–4, 6–3                | Details |
| 5.                            | 29 september 1985 | GP San Francisco         | Tapijt (i)    | Paul Annacone    | Brad Gilbert Sandy Mayer         | 3–6, 6–3, 6–4           | Details |
| 6.                            | 13 oktober 1985   | GP Johannesburg          | Hardcourt     | Colin Dowdeswell | Amos Mansdorf Shahar Perkiss     | 3–6, 7–6, 6–4           | Details |
| 7.                            | 8 december 1985   | Australian Open          | Gras          | Paul Annacone    | Mark Edmondson Kim Warwick       | 3–6, 7–6, 6–4, 6–4      | Details |
| 8.                            | 23 november 1986  | GP Johannesburg          | Hardcourt     | Mike De Palmer   | Andrés Gómez Sherwood Stewart    | 3–6, 6–2, 7–6           | Details |
| 9.                            | 8 maart 1987      | GP Miami                 | Hardcourt     | Paul Annacone    | Ken Flach Robert Seguso          | 6–2, 6–4, 6–4           | Details |
| 10.                           | 5 april 1987      | GP Chicago               | Tapijt (i)    | Paul Annacone    | Mike De Palmer Gary Donnelly     | 6–3, 7–6                | Details |
| 11.                           | 19 februari 1989  | GP Memphis               | Hardcourt (i) | Paul Annacone    | Scott Davis Tim Wilkison         | 7–6, 6–7, 6–1           | Details |
| 12.                           | 26 februari 1989  | GP Philadelphia          | Tapijt (i)    | Paul Annacone    | Rick Leach Jim Pugh              | 6–3, 7–5                | Details |
| 15.                           | 4 april 1993      | ATP Osaka                | Hardcourt     | Mark Keil        | Glenn Michibata David Pate       | 7–6, 6–3                | Details |
| 16.                           | 11 juli 1993      | ATP Newport              | Gras          | Javier Frana     | Byron Black Jim Pugh             | 4–6, 6–1, 7–6           | Details |
| 17.                           | 17 april 1994     | ATP Birmingham           | Gravel        | Richey Reneberg  | Brian MacPhie David Witt         | 2–6, 6–3, 6–2           | Details |
| 18.                           | 12 november 1995  | ATP Buenos Aires         | Gravel        | Vincent Spadea   | Jiří Novák David Rikl            | 6–3, 6–3                | Details |
| 19.                           | 5 mei 1996        | ATP Atlanta              | Gravel        | David Wheaton    | Bill Behrens Matt Lucena         | 7–6, 6–2                | Details |
| 20.                           | 23 juni 1996      | ATP Bologna              | Gravel        | Brent Haygarth   | Karim Alami Gábor Köves          | 6–1, 6–4                | Details |
| Verloren finales herendubbel  |                   |                          |               |                  |                                  |                         |         |
| 1.                            | 5 mei 1985        | GP Las Vegas             | Hardcourt     | Paul Annacone    | Pat Cash John Fitzgerald         | 6–7, 7–6, 6–7           | Details |
| 2.                            | 14 juli 1985      | GP Newport               | Gras          | Paul Annacone    | Peter Doohan Sammy Giammalva Jr. | 1–6, 3–6                | Details |
| 3.                            | 22 september 1985 | GP Los Angeles           | Hardcourt     | Paul Annacone    | Scott Davis Robert Van't Hof     | 3–6, 6–7                | Details |
| 4.                            | 12 januari 1986   | WCT World Doubles Londen | Tapijt (i)    | Paul Annacone    | Heinz Günthardt Balázs Taróczy   | 4–6, 6–1, 6–7, 7–6, 4–6 | Details |
| 5.                            | 10 augustus 1986  | GP Stratton Mountain     | Hardcourt     | Paul Annacone    | Peter Fleming John McEnroe       | 3–6, 6–3, 3–6           | Details |
| 6.                            | 22 maart 1987     | GP Orlando               | Hardcourt     | Paul Annacone    | Sherwood Stewart Kim Warwick     | 6–2, 6–7, 4–6           | Details |
| 7.                            | 30 oktober 1988   | GP Parijs                | Tapijt (i)    | Jim Grabb        | Paul Annacone John Fitzgerald    | 2-6, 2-6                | Details |
| 8.                            | 12 maart 1989     | GP Scottsdale            | Hardcourt     | Paul Annacone    | Rick Leach Jim Pugh              | 7–6, 3–6, 2–6, 6–2, 4–6 | Details |
| 9.                            | 2 oktober 1989    | GP San Francisco         | Tapijt (i)    | Paul Annacone    | Pieter Aldrich Danie Visser      | 4–6, 3–6                | Details |
| 10.                           | 28 april 1991     | ATP Singapore            | Hardcourt     | Stefan Kruger    | Grant Connell Glenn Michibata    | 4–6, 7–5, 6–7           | Details |
| 11.                           | 25 oktober 1992   | ATP Taipei               | Tapijt (i)    | Patrick Baur     | John Fitzgerald Sandon Stolle    | 6–7, 2–6                | Details |
| 12.                           | 7 februari 1993   | ATP Marseille            | Tapijt (i)    | Ivan Lendl       | Arnaud Boetsch Olivier Delaître  | 3–6, 6–7                | Details |

## Resultaten grandslamtoernooien
| Legenda | Legenda                          |
| ------- | -------------------------------- |
| g.t.    | geen toernooi gehouden           |
| l.c.    | lagere categorie                 |
| –       | niet deelgenomen                 |
| G       | uitgeschakeld in de groepsfase   |
| 1R      | uitgeschakeld in de eerste ronde |
| 2R      | uitgeschakeld in de tweede ronde |
| 3R      | uitgeschakeld in de derde ronde  |
| 4R      | uitgeschakeld in de vierde ronde |
| KF      | uitgeschakeld in de kwartfinale  |
| HF      | uitgeschakeld in de halve finale |
| F       | de finale verloren               |
| W       | het toernooi gewonnen            |
| w-v     | winst/verlies-balans             |

### Enkelspel
| Toernooi        | 1984 | 1985 | 1986 | 1987 | 1988 | 1989 | 1990 | 1991 | 1992 | 1993 | 1994 |
| --------------- | ---- | ---- | ---- | ---- | ---- | ---- | ---- | ---- | ---- | ---- | ---- |
| Australian Open | 2R   | –    | –    | 3R   | 3R   | 4R   | 2R   | 2R   | 1R   | –    | 1R   |
| Roland Garros   | –    | –    | –    | –    | –    | –    | –    | –    | –    | –    | –    |
| Wimbledon       | 3R   | –    | 4R   | 3R   | 1R   | 4R   | 2R   | 3R   | 2R   | 3R   | –    |
| US Open         | –    | 1R   | 3R   | –    | –    | 2R   | 4R   | 1R   | 1R   | –    | –    |

### Mannendubbelspel
| Toernooi        | 1983 | 1984 | 1985 | 1986 | 1987 | 1988 | 1989 | 1990 | 1991 | 1992 | 1993 | 1994 | 1995 | 1996 | 1997 |
| --------------- | ---- | ---- | ---- | ---- | ---- | ---- | ---- | ---- | ---- | ---- | ---- | ---- | ---- | ---- | ---- |
| Australian Open | –    | KF   | W    | –    | HF   | 3R   | 3R   | 2R   | 1R   | 2R   | –    | 3R   | 2R   | 1R   | 1R   |
| Roland Garros   | –    | 1R   | KF   | –    | 2R   | –    | –    | –    | –    | 1R   | –    | 1R   | –    | 2R   | 2R   |
| Wimbledon       | 1R   | –    | KF   | HF   | KF   | 2R   | 1R   | 1R   | 1R   | 2R   | 1R   | 2R   | –    | 1R   | 1R   |
| US Open         | 1R   | 2R   | 3R   | 3R   | –    | –    | HF   | KF   | 2R   | 3R   | –    | –    | 1R   | 2R   | –    |